# توني إيفانز
توني إيفانز (بالإنجليزية: Tony Evans)‏ (11 يناير 1954 بليفربول في المملكة المتحدة - ) هو لاعب كرة قدم بريطاني في مركز الهجوم. لعب مع برمنغهام سيتي وبولتون واندررز وسويندون تاون وكارديف سيتي وكريستال بالاس ونادي إكزتر سيتي ونادي بلاكبول ووولفرهامبتون واندررز وستافورد رينجرز ونادي فورمبي ‏.

## وصلات خارجية
- توني إيفانز على موقع قاعدة بيانات كرة القدم.إي يو (الإنجليزية)